# Ceratocumatidae
Ceratocumatidae  (лат.) — семейство морских кумовых раков из класса высших раков (Malacostraca). Около 10 видов.

## Описание
Анальная лопасть (тельсон) развита, но маленькая. Самцы имеют 5, 4 или 3 пары конечностей плеопод. Мелкие ракообразные, внешним видом своего тела напоминающие головастиков: покрытая панцирем вздутая головогрудь и грудной отдел (покрыты общим панцирем карапаксом) укрупнены и контрастируют с более тонким брюшком (плеоном), заканчивающимся хвостовой вилкой. Уроподы (удлинённые конечности шестого сегмента) имеют 1-члениковый эндоподит.

## Систематика
Насчитывает около 10 видов и 2 рода. Семейство было впервые выделено в 1905 году шотландским зоологом Уильямом Томасом Кальманом (William Thomas Calman; 1871—1952).
- Ceratocuma Calman, 1905
- Cimmerius Jones, 1973